# Christo Markow
Christo Markow (* 27. Januar 1965 in Borowo, Bulgarien) ist ein ehemaliger bulgarischer Dreispringer. Bei einer Körpergröße von 1,85 m betrug sein Wettkampfgewicht 76 kg.

## Karriere bis 1988
Bei den Halleneuropameisterschaften 1983 erreichte Christo Markow seine erste Finalteilnahme in der Erwachsenenklasse. Mit 16,06 m belegte er Platz 7. Im Sommer wurde Markow Junioreneuropameister. Ein Jahr später wurde er bei den Halleneuropameisterschaften mit 16,89 m Fünfter.
1985 siegte er bei den Leichtathletik-Hallenweltspielen in Paris mit 17,22 m und war damit (inoffizieller) Hallenweltmeister. Sechs Wochen danach gewann er bei den Halleneuropameisterschaften mit 17,29 Meter seinen ersten offiziellen Titel.
Am 30. August 1986 gewann er bei den Europameisterschaften in Stuttgart mit 17,66 m und 33 Zentimetern Vorsprung auf Māris Bružiks aus der Sowjetunion.
1987 begann für Christo Markow mit einer Niederlage bei den Halleneuropameisterschaften. Mit 17,12 m hatte er drei Zentimeter Rückstand auf den Franzosen Serge Hélan. Zwei Wochen später wurde Markow bei den Hallenhallenweltmeisterschaften in Indianapolis Vierter mit 16,96 m. Es siegte der US-Amerikaner Mike Conley Sr. mit 17,54 m. Im Finale der Weltmeisterschaften in Rom am 31. August sprang Conley sogar 17,67 m, aber Markow setzte mit 17,92 m im fünften Versuch einen Europarekord in die Grube und gewann sicher.
Das Olympiajahr 1988 begann für Markow mit einem vierten Platz und 17,19 m bei den Halleneuropameisterschaften. Bei den Olympischen Spielen in Seoul sprangen in der Qualifikation drei Dreispringer aus der Sowjetunion weiter als Markow: Alexandr Kowalenko, Ihar Lapschyn und Oleg Prozenko. Das Finale am 24. September versprach demnach große Spannung. Gleich mit seinem ersten Sprung von 17,61 m nahm Markow aber die Spannung aus dem Wettbewerb. Lapschin kam mit seinem letzten Sprung auf 17,52 m und gewann Silber vor Kowalenko und Prozenko. 
Mit 23 Jahren hatte Christo Markow damit alle großen Titel gewonnen und war zum erfolgreichsten bulgarischen Leichtathleten aller Zeiten aufgestiegen.

## Nach 1988
Bei den Europameisterschaften 1990 in Split sprang Christo Markow mit 17,43 m zu Silber hinter Leonid Woloschin aus der Sowjetunion, der auf 17,74 m kam. Bei den Weltmeisterschaften 1991 in Tokio und bei den Olympischen Spielen 1992 in Barcelona scheiterte Markow jeweils in der Qualifikation.
Nach seiner Karriere schlug Christo Markow die Trainerlaufbahn ein.